# Jana Sorgers
Jana Sorgers (Jana Rau-Sorgers), née le 4 août 1967 à Neubrandenbourg en Mecklembourg-Poméranie-Occidentale, est une rameuse allemande médaillée de multiples fois en quatre de couple dans les années 1980-1990.

## Biographie
Elle intègre assez vite le SC Dynamo Berlin. Dès 1984, elle est championne du monde junior dans la catégorie quatre de couple avec l'équipage est-allemand mené par Judith Zeidler puis l'année suivante championne en deux de couple avec sa partenaire Claudia Krüger. 
L'année suivante, elle intègre l'équipage sénior en quatre de couple qui devient champion du monde à Nottingham en 1986, titre conservé l'année suivante à Copenhague. Dominant la catégorie, le titre olympique n'échappe pas à l'Allemagne de l'Est aux Jeux olympiques de Séoul en 1988 qui remporte cinq épreuves féminine, seul le titre en deux sans barreur leur échappera ; Jana Sorgers est médaillée d'or avec Kerstin Förster , Kristina Mundt et Beate Schramm.
Après ces olympiades, les titres mondiaux s'enchainent avec un titre en deux de couple aux championnats du monde 1989 avec Beate Schramm puis un titre en quatre de couple aux championnats du monde 1990.
À la suite de la réunification allemande, elle représente désormais les couleurs de l'Allemagne à partir de 1991. Elle concourt en skiff ou en deux couple, mais la concurrence est rude et l'encadrement allemand préfère intégrer Sorgers dans la catégorie supérieure. Aux championnats mondiaux de Vienne en 1991, elle rafle encore le titre en quatre de couple. En 1992, Sorgers obtient de moindres performances et n'est pas qualifiée pour les Jeux olympiques de Barcelone, alors que l'Allemagne restera champion olympique. Elle quitte le club de Berlin pour celui de Potsdam. 
En 1994 et 1995, elle fait partie de l'équipage victorieux aux mondiaux alors que la Chine s'invite au niveau international. Elle remporte alors la médaille d'or aux Jeux olympiques d'Atlanta en 1996 avec Katrin Rutschow-Stomporowski, Kerstin Köppen et Kathrin Boron marquant aussi son retrait de la compétition de haut niveau.
Jana Sorgers est mariée à Oliver Rau, un rameur allemand faisant partie de l'équipage allemand plusieurs fois médaillé en quatre léger.

## Palmarès

### Aviron aux Jeux olympiques
- 1996 à Atlanta,  États-Unis
  -  Médaille d'or dans la catégorie Quatre de couple
- 1988 à Séoul,  Corée du Sud
  -  Médaille d'or dans la catégorie Quatre de couple